# リチャードジノリ

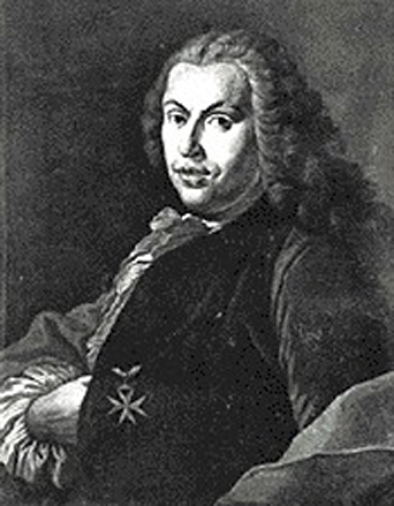
カルロ・ジノリ侯爵

ジノリ1735（GINORI1735）は、イタリアの総合陶磁器メーカー。旧社名はリチャードジノリ（RICHARD-GINORI）。
現在はケリング傘下。

## 概要
1735年にトスカーナ大公国のカルロ・ジノリ侯爵 (it:Carlo Ginori) が自領であるドッチア（フィレンツェ県、セスト・フィオレンティーノの一部）に磁器窯を開き創業。当時マヨリカ陶器全盛のイタリアにおいて、マイセンやウィーン窯に対抗すべく、鉱物学に造詣が深かったジノリ侯爵は自ら原料土を捜したり、ペーストの生成や発色等の磁器の研究を行い、イタリア初の白磁を完成させた。開窯当初はマイセンのような豪華で精緻な芸術作品に力が注がれていた。
1896年、ミラノのリチャード製陶社と合併して、リチャードジノリ（RICHARD-GINORI）となる。1956年、ラヴェーノのイタリア陶磁器会社と合併し、イタリア最大の陶磁器メーカーとなった。
ジノリ最古の代表作である「ベッキオホワイト」は不変の定番として親しまれている。また、1760年頃にトスカーナのとある貴族の為に造られた「イタリアンフルーツ」は現在でも新鮮さに満ちあふれ、不朽の名作として愛される。
また「オリエントエクスプレス」はオリエント急行の車内で使用されている食器で、ブルーの車体と同じ色のデザインに「VSOE」のエンブレムがアレンジされている。

### グッチ傘下へ
多額の負債に加え金融危機で経営難に陥り、2012年7月には陶磁器の製造を中止。
2013年1月7日、イタリアのフィレンツェ裁判所は、リチャードジノリに対して破産宣告を行った。身売り交渉を進めている最中だった。
2013年4月5日、グッチがリチャードジノリに対して、1300万ユーロ（約16億円）で買収を提案したと報道された。
2013年4月29日、買収が承認され、グッチの子会社GRG S.r.l.(グッチリチャードジノリ)となった。便器、洗面台等のサニタリー製品は、分社化され、Pozzi-Ginori社が行なっている。
2020年、ジノリ1735（GINORI1735）に社名を変更した。

## 代表作
- ベッキオホワイト
- イタリアンフルーツ
- アンティックローズ
- オリエントエクスプレス